# Histoire d'Ille-et-Vilaine
L’histoire d'Ille-et-Vilaine commence le 4 mars 1790, lorsque le département est créé en application de la loi du 22 décembre 1789.

## Avant la Révolution française

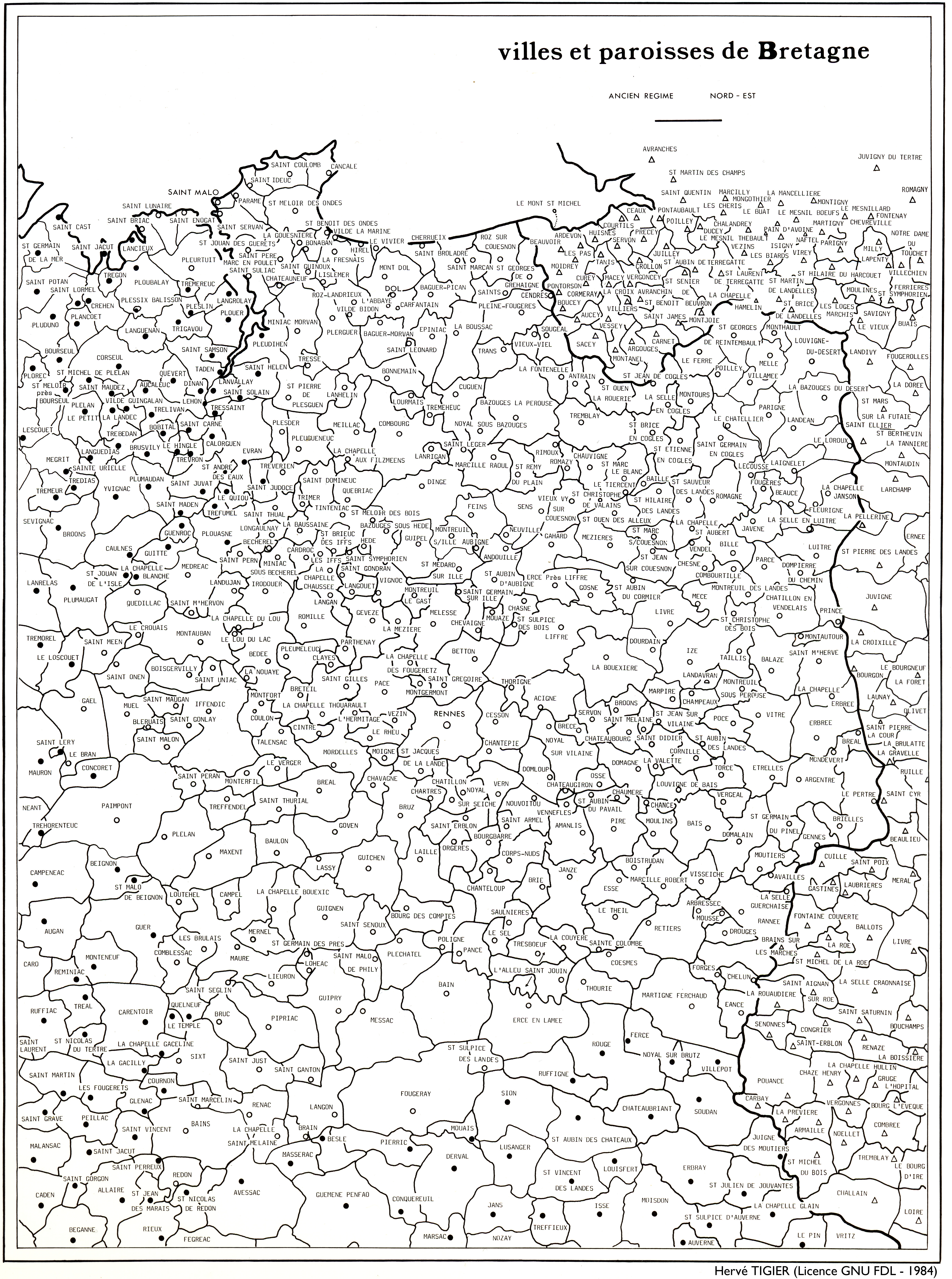
Carte des paroisses du futur département d’Ille-et-Vilaine.

Le département d'Ille-et-Vilaine a été créé à la Révolution française à partir de l’ancienne province de Bretagne.
Auparavant, se sont succédé sur le même territoire :
- le peuple des Riedones (peuple armoricain qui a donné son nom à Rennes et au pays Rennais), organisé en cité par l’Empire romain, et la frange orientale de celui des Coriosolites ;
- la baillie médiévale de Rennes plus une partie de celle du Porhoët ;
- la moitié orientale du présidial de Rennes, tel qu’il était en 1689, comprenant les sénéchaussées de Rennes (avec quelques aménagements au sud avec la sénéchaussée de Nantes), Saint-Aubin-du-Cormier, Fougères, Bazouges, Antrain, Hédé et Saint-Malo plus une partie des sénéchaussées de Dinan et de Ploërmel.

## La Révolution française

### 1790-1792: l’installation des nouvelles institutions et la monarchie constitutionnelle
Le nom du département a été forgé comme beaucoup d’autres en reprenant les particularités géographiques principales qui s’y trouvent. Ici, il est basé sur deux rivières, l’Ille et la Vilaine, qui se rejoignent à Rennes, à l’ouest du centre-ville. Le diocèse de Rennes reprend les limites du département.
De 1791 à 1793, les 9 districts (Bain-de-Bretagne, Dol, Fougères, La Guerche-de-Bretagne, Montfort, Redon, Rennes, Saint-Malo et Vitré) du département d'Ille-et-Vilaine fournirent trois bataillons de volontaires nationaux.

### La Première République
En septembre 1792, l’administration départementale recense 646 émigrés. En février 1794, après plusieurs injonctions de la Convention, la liste est mise à jour et compte 2072 noms, dont 758 prêtres, 728 nobles, des membres du parlement de Bretagne et des officiers d’Ancien Régime. 112 de ces émigrés ont réussi à se faire radier de la liste de 1794 à 1798 (erreurs, bénéfice de lois d’amnistie), et 533 sous le Consulat.
À côté de cette opposition cum pedibus, un mouvement diffus d’opposition à la Révolution s’installe en Ille-et-Vilaine, la chouannerie, qui opère sur les modes de la guérilla, tendant des embuscades aux troupes régulières et vivant du pillage des localités républicaines.
À cause de ce mouvement, les biens nationaux de seconde origine (confisqués aux émigrés) se vendent très mal. Moins d’un quart de ces biens sont vendus, dont la moitié sont rachetés par la famille des émigrés ou des prête-noms. Les petits paysans n’en profitent que très peu, alors qu’il s’agissait pourtant d’une des principales revendications des cahiers de doléances.

## Le Consulat et l’Empire
Le département est doté d’un préfet et de sous-préfets en 1800.

### La première Restauration et les Cent-Jours
Après la victoire des coalisés à la bataille de Waterloo (18 juin 1815), le département est occupé par les troupes prussiennes de juin 1815 à novembre 1818. 

## Le second Empire
Le coup d'État du 2 décembre 1851 de Napoléon III est largement soutenu en Ille-et-Vilaine, département catholique, conservateur et monarchiste ; elle fait même partie des quatre départements où aucun opposant n'est arrêté.

## La Troisième République
Sous la Troisième République, le Servannais Louis Duchesne est la figure dominante du monde intellectuel. Les travaux de cet archéologue et historien participent à la rénovation de l'Église catholique. Après Nicolas Charles Joseph Trublet et François-René de Chateaubriand, il est le troisième malouin élu à l'Académie française.
Environ 108 000 habitants d'Ille-et-Vilaine sont mobilisés au cours de la Première Guerre mondiale ; neuf régiments d'infanterie et trois d'artillerie basés dans le département partent pour le front, dont Jean Guéhenno, Charles Oberthür, Jean-Julien Lemordant, Charles Tillon, Camille Godet. Avec 24 000 soldats tombés au champ d'honneur, notamment près de 900 dans les combats du 22 août 1914, le département apparaît au quinzième rang. Le 41e régiment d'artillerie, qui a donné son nom à une rue de Rennes, a été le premier régiment à se révolter en juin 1917 : tous régiments confondus, treize soldats du département seront fusillés.

## Depuis la Seconde Guerre mondiale
Un problème identitaire a agité les esprits du conseil général en 1989, qui aurait alors souhaité rebaptiser le département en « Marche-de-Bretagne », ce à quoi la DDE s’est opposé et qui n’a pas fait l’unanimité des habitants. En 2005, après de longues réflexions, un nouveau projet a été proposé à la consultation populaire par questionnaire : « Haute-Bretagne ». Il a été refusé par 75 % des répondants. Devant ce résultat, le conseil général a renoncé à ce projet qu’avait avancé le comité départemental du tourisme.